# Ляхи (этноним)
Ляхи (Lachová) — этнографическая группа чешского народа средневекового славянского происхождения. Они населяют часть Силезии, а также северо-восточную приграничную зону Моравии вдоль реки Остравице. До наших дней сохранилась лишь незначительная часть этой этнической группы. Ляхи по-прежнему разговаривают на ляшском диалекте и сохраняют некоторые из традиционных обычаев и привычек (ляшский костюм, манеру речи). Регион их проживания ныне называют Ляхия.